# Флаг Польской Народной Республики
Фла́г По́льской Наро́дной Респу́блики (флаг социалисти́ческой По́льши) — использовался с 1944 по 1989 год как один из официальных символов страны. Первоначально представлял собой изображение светло-красного полотна, но к 1980 году стал более красным. Утверждён 19 апреля 1944 года. В настоящее время является одним из символов социалистического устройства Восточной Европы. Описание флага и его значение закреплено в отдельной статье конституции страны.
В 1980 году в флаге произошло изменение цветовой гаммы; с 1989 года эта версия используется как официальный флаг современной Республики Польша. Его отменение можно связать с окончанием существования социалистического строя в Польше и в целом в Восточной Европе. Был создан при периоде до войны в 1927 году и тогда использовался как флаг довоенного государства. Считается одним из красивейших флагов социалистической Европы.

## История
В 1944 году образовалась Польская Народная Республика. В качестве официального символа сейм решил использовать флаг довоенной Польши, созданный в 1927 году, чтобы, возможно, подчеркнуть историческое событие. Он обозначает принадлежность поляков к славянами. В последствии он стал использоваться практически повсеместно, хотя по известности уступал польскому орлу. В настоящее время нет единой оценки утверждения его без коммунистической символики.